# Brage
Brage er den norrøne gud for skjaldekunsten. Han forvalter kundskaben om asernes historie og er deres bedste fortæller. Han ønsker de døde velkommen til Valhal på vegne af sin far, Odin. Han er langskægget ligesom han, og ifølge sin kone Idun glad for øl.
Ligesom hende er han en utydelig skikkelse i den bevarede mytologi. Flere, herunder Folke Ström, har foreslået, at han muligvis ikke blev opfattet som en egentlig guddom, men i stedet blot var en litterær konstruktion. I de islandske kilder knyttes han til digterkunsten og beskrives som den ypperste af alle skjalde. Men bortset fra Lokasenna, hvor han udsættes for den værste hån ved at blive beskyldt for fejhed, optræder han ikke i nogen kendt myte. Ifølge Snorre er Brage berømt for sin visdom, og især for veltalenhed. Mærkelig nok nævnes han sjældent af skjaldene selv; han er endnu mere ukendt end Hermod, selv om det - ifølge Eyvind Skaldaspillir - var Hermod og Brage, der sammen modtog kong Håkon den Gode i Valhal, da han i 961 døde af sin sår efter slaget ved Fitjar udenfor Stord.

## Etymologi
Navnet Brage forbindes med "bragd" ("storværk", "bedrift")  og med bragr, det norrøne ord for digt og poesi. Desuden har Brage navnesammenfald med en berømt og virkelig skjald, nemlig Brage Boddason, der levede i det 9. århundredes Island. Dette er det eneste kendte eksempel fra Norden på, at et gudenavn blev brugt som personnavn uden et andetled (jf. bl.a. Thorólf, Ásgeir og Odinkar). På den baggrund er det blevet foreslået, at han er en guddommeliggjort udgave af den virkelige skjald. Anne Holtsmark mener, at Brage repræsenterer en sen udvikling, da han i mytologien har samme funktion som en skjald og herold hos en vikingekonge. Hun understreger dertil, at han intetsteds fremstilles som en egentlig gud.

## Et brageløfte
I norrøn tid tømte man en skål, kaldt "et bragebæger" (på norrønt bragarfull), når man afgav et højtideligt løfte om at udføre et storværk. På moderne norsk betyder "et brageløfte" et løfte af sådant omfang, at man kan få svært ved at indfri det.